# 리베카 하이너맨
리베카 앤 하이너맨(영어: Rebecca Ann Heineman, 1963년 10월 30일~)은 미국의 비디오 게임 디자이너이자 프로그래머이다. 하이너맨은 인터플레이 프로덕션, 로직웨어, 콘트라밴드 엔터테인먼트, 올드 스쿨의 설립 멤버였다. 2013년부터 올드 스쿨(Olde Sküül)의 최고경영자를 맡고 있다.

## 어린 시절
리베카 앤 하이너맨은 출생명 윌리엄 살바도르 하이너맨으로 1963년 10월 30일 캘리포니아주 휘티어에서 태어났다. 어린 시절 아타리 2600용 게임을 구매할 여유가 없었기에, 카트리지를 복사하는 방법을 독학하여 상당한 규모의 불법 복제 비디오 게임 컬렉션을 만들었다. 결국 단순히 게임을 복사하는 것에 만족하지 못하고 콘솔의 코드를 역공학하여 게임이 어떻게 만들어지는지 이해하게 되었다. 1980년, 하이너맨은 친구와 함께 로스앤젤레스로 가서 전국 《스페이스 인베이더》 챔피언십의 지역 예선에 참가했다. 상위 100명 안에 들 것이라고는 예상하지 않았지만, 대회에서 우승했다. 같은 해에 뉴욕에서 열린 챔피언십에서도 우승을 차지했다. 이로써 하이너맨은 최초의 전국 비디오 게임 토너먼트 챔피언으로 인정받게 되었다.

## 경력
토너먼트 우승 이후, 하이너맨은 월간지 《일렉트로닉 게임즈》의 글쓰기 직책과 《하우 투 마스터 비디오 게임즈》(How to Master Video Games)라는 책의 자문직을 제안받았다. 이 시기에 한 잡지 발행인에게 아타리 2600 코드를 역공학했다는 사실을 언급했고, 발행인은 하이너맨과 게임 출판사 아발론 힐의 소유주들과의 만남을 주선했다. 만남 자리에서 즉시 프로그래머로 고용되었다. 당시 16세였던 하이너맨은 고등학교 졸업장을 받으려던 계획을 취소하고 미국을 건너 새로운 직장으로 향했다. 아발론 힐에서 회사의 프로그래밍 팀을 위한 매뉴얼, 스튜디오의 게임 엔진, 그리고 자신의 첫 게임인 《런던 블리츠》를 포함한 여러 소프트웨어 프로젝트의 기본 코드를 만들었고, 이후 회사를 떠났다.
하이너맨은 캘리포니아로 돌아와 또 다른 개발사인 분 코퍼레이션에서 일하게 되었다. 분을 위해 《척 노리스 슈퍼킥스》와 《로빈 후드》 게임을 프로그래밍했으며, 코모도어 64, 애플 II, VIC-20, IBM PC용 프로그래밍과 비디오 게임 하드웨어, 비디오 게임 디자인에 대한 지식을 쌓았다. 분이 1983년에 운영을 중단하자, 하이너맨은 브라이언 파고, 제이 파텔, 트로이 워렐과 함께 인터플레이 프로덕션(후에 인터플레이 엔터테인먼트로 알려짐)을 설립했다. 회사의 수석 프로그래머로서 《웨이스트랜드》, 《더 바즈 테일》, 《아웃 오브 디스 월드》, 그리고 《울펜슈타인 3D》의 맥 OS와 3DO 이식판 작업을 수행했다.
하이너맨은 인터플레이에서 《바즈 테일 III: 시프 오브 페이트》, 《드래곤 워즈》, 《태스 타임스 인 톤타운》, 《보로드 타임》, 《마인드섀도》, 《트레이서 생크션》 등을 디자인했다. 회사가 500명 이상의 직원을 보유하게 되자, 소규모 팀으로 돌아가기를 원했던 하이너맨은 1995년 회사를 떠나 로직웨어를 공동 설립하여 최고기술책임자이자 수석 프로그래머로 일했다. 오리지널 게임 외에도 《아웃 오브 디스 월드》, 《셰터드 스틸》, 《재즈 잭래빗 2》와 취소된 《하프라이프》의 맥 OS 이식판을 포함한 회사의 이식 작업을 감독했다.
1999년, 하이너맨은 콘트라밴드 엔터테인먼트를 설립하여 최고경영자로 재직했다. 회사는 여러 오리지널 게임과 함께 다른 개발사들을 위한 다양한 플랫폼 이식작을 개발했다. 하이너맨이 이끈 프로젝트에는 《미스 III: 더 울프 에이지》와 《액티비전 앤솔로지》, 그리고 《에일리언스 vs. 프레데터》, 《발더스 게이트 II》, 《히어로즈 오브 마이트 앤 매직 IV》의 맥 OS 이식판이 포함된다. 이 시기에 다른 회사들을 위한 자문 업무도 직접 수행했다. 일렉트로닉 아츠의 "수석 엔지니어 III"로 활동했고, 바킹 리자드 테크놀로지스와 유비소프트의 엔진 코드를 업그레이드했으며, 센서리 스윕 스튜디오스의 코드를 최적화했고, 블룸버그 L.P.와 아마존의 수석 소프트웨어 아키텍트로 일했으며, 마이크로소프트 개발 스튜디오를 위한 엑스박스 360 개발 교육을 제공했고, 소니에서는 플레이스테이션 포터블과 플레이스테이션 4의 커널 코드 작업을 했다. 아마존 재직 중에는 기술직 역할 외에도 아마존의 LGBTQ+ 그룹인 글래머존의 "트랜스젠더 의장"을 맡았다.
콘트라밴드는 2013년에 정리되었고, 하이너맨은 제넬 자퀘이스, 모린 스타키, 수잔 맨리와 함께 새로운 회사인 올드 스쿨을 설립했다. 올드 스쿨에서 하이너맨은 CEO로 일하고 있다.

## 사생활
2003년경, 하이너맨은 성별 불쾌감 진단을 받고 여성으로서의 삶을 살기 위한 전환을 시작했다. 공식적으로 이름을 리베카 앤으로 변경했다. 전환 이후, 하이너맨은 레즈비언으로서 살아가고 있다. 5명의 자녀가 있으며 제넬 자퀘이스와 결혼했으나 후자가 사망했다. 하이너맨은 자신의 회사 올드 스쿨이 위치한 캘리포니아주 엘세리토에 거주하고 있다.

## 이사회 활동
하이너맨은 2011년부터 비디오 게임 역사 박물관의 자문 위원회 일원이었으며, LGBTQ+ 단체인 GLAAD의 이사회 멤버였다.

## 수상 경력
하이너맨은 1980년 전국 스페이스 인베이더 챔피언십 우승으로 최초의 전국 비디오 게임 토너먼트 챔피언으로 인정받고 있다. 던컨 질만이 쓴 이전 작품을 바탕으로 하이너맨이 만든 《세일러 문》 기반의 팬픽션 만화 《세일러 란코》는 여러 상을 수상했다. 포트나이트 월드컵 예선 참가도 시도했다. 2017년에는 국제 비디오 게임 명예의 전당에 올랐다.

## 참여 게임
- 《로빈 후드》 (1983년, VIC-20 이식판)[11]
- 《척 노리스 슈퍼킥스》 (1984년, C64/VIC-20 이식판)[11]
- 《바즈 테일》 (1985년)
- 《보로우드 타임》 (1985년)
- 《레이싱 디스트럭션 셋》 (1986년, 아타리 8비트 이식판)
- 《태스 타임스 인 톤타운》 (1986년)
- 《바즈 테일 III: 시프 오브 페이트》 (1988년)
- 《뉴로맨서》 (1988년)
- 《크리스탈 퀘스트》 (1989년, 애플 IIgs 이식판)
- 《드래곤 워즈》 (1989년)
- 《트랙 미트》 (1991년)
- 《RPM 레이싱》 (1991년)
- 《어나더 월드》 (1992년, SNES 이식판)
- 《레스큐 로버》 (1993년, 애플 IIgs 이식판)
- 《인터플레이 10주년 선집: 클래식 컬렉션》 (1993년)
- 《울티마 I: 더 퍼스트 에이지 오브 다크니스》 (1994년, 애플 IIgs 이식판)
- 《울펜슈타인 3D》 (1995년, 맥/3DO 이식판)
- 《킹덤: 더 파 리치스》 (1995년)
- 《둠》 (1996년, 3DO 이식판)
- 《킬링 타임》 (1996년, PC 이식판)
- 《디파이언스》 (1997년)
- 《템페스트 2000》 (1998년, 맥 이식판)
- 《레밍턴 탑 샷: 인터랙티브 타겟 슈팅》 (1998년)
- 《레드넥 램페이지》 (1999년, 맥 이식판)
- 《재즈 잭래빗 2》 (1999년, 맥 이식판)
- 《갤럭틱 패트롤》 (1999년, 맥 이식판)
- 《버그덤》 (1999년)
- 《미스 III: 더 울프 에이지》 (2001년)
- 《발더스 게이트 II: 섀도우즈 오브 암》 (2001년, 맥 이식판)
- 《나노사우르 익스트림》 (2002년)
- 《아이스윈드 데일》 (2002년, 맥 이식판)
- 《헥센 II》 (2002년, 맥 이식판)
- 《액티비전 앤솔로지》 (2002년)
- 《메달 오브 아너: 라이징 선》 (2003년)
- 《핏폴: 더 로스트 익스페디션》 (2004년)
- 《메달 오브 아너: 퍼시픽 어썰트》 (2004년)
- 《골든아이: 로그 에이전트》 (2004년)
- 《메달 오브 아너: 유러피안 어썰트》 (2005년)
- 《커맨드 & 컨커 3: 티베리움 워즈》 (2007년)
- 《앨빈과 슈퍼밴드》 (2007년)
- 《칩스 챌린지》 (2015년, 윈도우 재출시판)

## 같이 보기
- 프로그래머 목록